# 毛里塔尼带

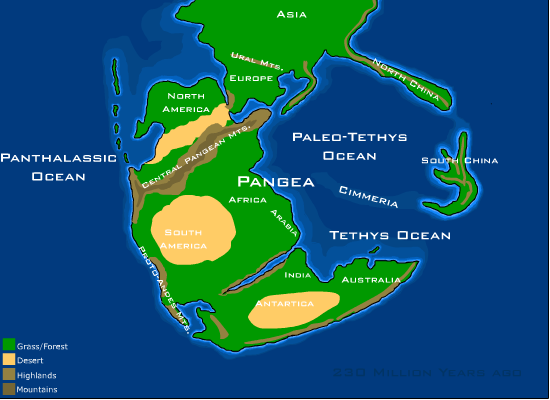
盘古大陆的古地理学重建，包括盘古中央山脉。毛里塔尼带是其中的一部分。

毛里塔尼带是古老的造山带，平行于摩洛哥到几内亚比绍的非洲海岸。形成毛里塔尼带的造山运动活跃于3.2至2.7亿年前的石炭纪和二叠纪。这时，东部岩层推覆体逆冲了陶德尼盆地的泥盆纪岩层。三叠纪时，随着大西洋张开，毛里塔尼带从阿巴拉契亚山脉中分离出来。